# Српска лична имена
Српска лична имена су имена која узимају и добијају припадници српског народа. Лично име се даје одмах по рођењу, неодвојиви је део човека, и најчешће га прати читавог живота. Име је једна од важнијих ознака посебности која појединца разликује од других људи и народа.
У српској традицији постоји веровање да име снагом значења може одредити својство онога ко га носи. Српска народна имена су већином словенског порекла (нпр. Бранимир, Владислава, Весна, Вук). Међу хришћанима су одомаћене варијанте грчких (нпр. Доротеја, Ђорђе, Дамјан) и јеврејских имена (нпр. Јован, Лазар, Тамара), док су међу српским муслиманима уобичајена арапска имена (Амир, Селма, Емина).

## Историја
Српски именски фонд су првобитно у потпуности чинила словенска народна имена, која су давана углавном по именима животиња и биљака, природним појавама или добрим и пожељним особинама. Некада су имена носила одређена магијска значења и веровало да одређују човекову судбину у времену и простору.
Покрштавањем Словена и Срба у средњем веку и прихватањем хришћанства, прихваћена су и календарска имена хебрејског и грчког порекла, која су временом улазила у српски именски простор. У дечанским хрисовуљама (1330. године), 90 одсто имена на подручју дечанског властелинства су још увек била народна. Народна имена код Срба преовлађују и на почетку турскога доба, па је удео српских народних имена у 15. веку био 72,6 одсто. Мешањем стране основе и словенског наставка настала су имена попут: Томислав, Петрослава, Павлимир, Ђурисав, итд.
Међу становницима Београда између 1900-1990. године су биле најбројније следеће основе имена: мил, рад, драг, љуб, жив, слав, вук, бор, мир. Од 1990-их година расте број хришћанских календарских имена у односу на народна, па је међу најчешћих 10 имена новорођене мушке деце у Београду између 2003-2005. године само једно народно.

## Порекло имена
Према пореклу, српска имена се могу поделити на изворна српска имена са словенском основом и страна имена (грчка, јеврејска, арапска и остала) која су временом, понајвише преко религије, улазила у српски именослов.

### Словенска имена
Словенска имена су део српског словенског наслеђа, већ вековима позната и распрострањена по свим словенским народима. Препознатљива су по наставцима:
- ан/а (Бојан, Дејан, Драган, Војкан, Владана, Зоран, Звездана, Зорана, итд.)
- бор/ка (Велибор, Далиборка, Ратибор)
- ван (Братован, Милован, Негован, Радован)
- вој/е (Боривој/Боривоје, Добривој/Добривоје, Кресивоје, Љубивоје, Миливој/Миливоје, Радивој/Радивоје, итд.)
- драг (Миодраг, Предраг)
- ко/ка (Жарко, Станко, Дарко, Борка, Бранка, Данка)
- љуб (Богољуб, Братољуб, Драгољуб, Мирољуб, Светољуб, Славољуб)
- мир (Бранимир, Будимир, Тихомир, Десимир, Љубомир, Чедомир)
- рад (Драгорад, Вукорад, Живорад, Милорад, Светорад)
- слав/а (Бранислава, Ватрослав, Драгослава, Мирослав, Радослав).

### Грчка имена
Грчка имена су међу Србе дошла преко византијског хришћанства, у средњем веку. Препознатљива су по наставцима: 
- ије/а (Алексије, Арсеније, Димитрије, Василија, Анастасија...)
- еј/а (Андреј, Теодора, Доситеј, Тадеј, Тимотеј, итд.)
- им/а (Јевросима, Јероним, Леонид)

### Јеврејска имена
Јеврејска имена су међу Србе дошла преко хришћанства, и то су углавном имена апостола и библијских личности. Најпознатија међу њима су: Аврам, Адам, Гаврило, Давид, Данијела, Илија, Исак, Јеврем, Јеремија, Јелисавета, Јована, Јосиф, Лазар, Марија, Михаило, Наум, Сава, Сара, Тамара, Манасија итд.

### Арапска имена
Арапска имена су у српски именски простор дошла преко ислама. Присутна су углавном међу муслиманским становништвом у Србији, док су се нека (нпр. Јасмина, Емина, Мајда) одомаћила и међу широм популацијом. Неретко су давана и у мешовитим браковима у бившој Југославији. Најпознатија међу њима су: Аиша, Амила, Азра, Елмира, Емир, Емина, Есма, Јасмина, Ламија, Лејла, Мирза, Надија, Сенад, Синан, Сафет, Селма, Фатима, Фахрета, Хана, Шабан, итд.

### Новија имена
Новија или „помодна“ имена су она која су последњих педесетак година ушла у српски именски простор и најчешће се дају по познатим јавним личностима, глумцима, политичарима итд. Нека од њих су: Елвис (по Елвису Преслију), Лењин, Стаљин (по руским комунистичким лидерима), Индира (име) (по Индири Ганди), Жаклина (по Жаклини Кенеди), Касандра (по лику из истоимене серије), Валентина (по Валентини Терјешковој), Силвана (по Силвани Мангано), Дајана (по енглеској принцези Дајани), и многа друга. Међу нека од помодних имена спадају и она настала као израз „дивљења“ напретку и новим тековинама (Машинка, Тракторка, Петолетка итд.).

### Етници као лична имена
У прошлости у српском именослову су били заступљени етници, односно лична имена која су истовремено означавала припадност појединим народима. Код Срба се најдуже задржао етник Угрин. У данашњој Македонији  Србин је до Другог светског рата коришћено у именослову.

## Грађење имена
Код српских имена уочавамо две врсте имена, тј. проста и сложена.

### Проста имена
Проста су најчешће настала од основе коју чини именица, придев или глагол, а њима се додају и наставци. Наставци су у српском језику типски: 
- ан (Бојан, Вукан, Звездан)
- ван (Радован, Милован)
- ен (Огњен, Мишљен, Љубљен)
- ин (Даворин)
- ица (Драгица, Вукица, Вујица)
- ја (Цвеја, Хоја)
- је (Радоје, Благоје)
- ка (Милка, Славка, Јаворка)
- ко (Борко, Гојко, Станко, Ранко)
- ла (Добрила)
- ло (Јарило, Ведрило)
- на (Дивна, Видна, Стојна)
- ош (Милош, Радош, Драгош)
- та (Милета, Благота, Владета)
- ут (Борут, Добрут)
- хна (Будихна, Добрихна)
- ша (Угљеша, Вранеша), итд.

Проста имена могу бити и без наставака, користећи само именице из српског језика. Тако има пуно имена која за основу имају животињу или биљку, као нпр: Вук, Голуб, Лав, Змај, Вишња, Дуња, Јагода, Ружа, Јела, итд.

### Сложена имена
Сложена се састоје од две или више именица, придева или глаголских основа. У најчешће саставне делове ових имена спадају:
- бог (Богољуб, Божидарка)
- бор (Ратибор, Далиборка)
- бран (Бранимир, Бранислав)
- брат (Вукобрат, Братислав)
- вид (Видосава)
- влад (Владимир, Владислава)
- воје (Добривој, Миливоје)
- вук (Вукица, Вукосава)
- драг (Миодраг, Драга)
- жив (Живорад)
- љуб (Славољуб, Мирољуб)
- мил (Чедомил)
- мир (Мирослав, Владимир, Бранимир)
- рад (Живорад, Милорад)
- рат (Ратибор, Ратимир)
- сав (Радосав, Радисав)
- син/шин (Вукашин, Драгашин)
- слав (Ватрослав, Десислава, Светислав)
- стан (Станимир)

## Значење имена
Имена су добар показатељ како је народ доживљавао свет око себе, чему се надао и како је одговарао на неприлике у којима би се нашао. Многи верују у стару латинску пословицу Nomen est omen (име је знак), према којој име одређује човека. Заштитна имена типа Вук, Вукашин, Вукан су давана јер се „зло плаши вука“, а исто тако Горчин да би злу био горак и да би га заобишло. Доста имена се састоје од особина које родитељ жели детету, као што су срећа, здравље, лепота, доброта, власт, мир, памет, итд.
- имена која призивају здравље: Гвозден, Здравко, Невена
- имена која призивају лепоту: Лепа, Дивна, Витомир
- имена која призивају доброту: Благоје, Добри, Добривоје, Доброчин, Добрача

Пример значења неких имена:
- Зломаница, оставиће је свако зло
- Завида, не треба нико да му завиди
- Страхиња, да отера страх
- Отмич, отеће се од сваке болести
- Живан и Живка, да живи, даје се детету кад се деца у кући не одржавају
- Весна, по словенској богињи пролећа
- Лада, по словенској богињи лепоте
- Ранко и Ранка су рођени рано изјутра, или су прерано рођени
- Дуња, по воћу које се зове дуња